# Plácido de Castro FC
Der Plácido de Castro Futebol Clube, in der Regel nur kurz Plácido de Castro genannt, ist ein Fußballverein aus Plácido de Castro im brasilianischen Bundesstaat Acre.
Aktuell spielt der Verein in der Staatsmeisterschaft von Acre.

## Erfolge
- Staatsmeisterschaft von Acre: 2013

## Stadion
Der Verein trägt seine Heimspiele im Estádio Municipal João Ferreira Lima, auch unter dem Namen Ferreirão bekannt, in Plácido de Castro aus. Das Stadion hat ein Fassungsvermögen von 3000 Personen.

## Trainerchronik
Stand: August 2021
| Trainer          | Nation    | von  | bis |
| ---------------- | --------- | ---- | --- |
| Neneca           | Brasilien | 2011 |     |
| Luís Carlos      | Brasilien | 2011 |     |
| Marcelo Altino   | Brasilien | 2012 |     |
| Luís Carlos      | Brasilien | 2012 |     |
| Nilton Neri      | Brasilien | 2013 |     |
| Carlinhos Minaçu | Brasilien | 2014 |     |
| Zico             | Brasilien | 2014 |     |
| Célio Ivan       | Brasilien | 2015 |     |
| Faísca           | Brasilien | 2017 |     |
| António Mesquita | Brasilien | 2018 |     |
| Irani de Almeida | Brasilien | 2019 |     |
| Célio Ivan       | Brasilien | 2020 |     |
| Manoel Edmilson  | Brasilien | 2021 |     |
| Radson Junior    | Brasilien | 2021 |     |